# 南アフリカ国鉄25型蒸気機関車
南アフリカ国鉄25型蒸気機関車（みなみアフリカこくてつ25がたじょうききかんしゃ）は、南アフリカ連邦鉄道（南アフリカ国鉄 SAR: South Africa Railway）が使用していた蒸気機関車である。

## 背景

### 南アフリカの鉄道
南アフリカでは、当初ケープタウン（Capetown）から標準軌の鉄道が建設されたが、海岸から少し離れた場所にあるマイル台地と呼ばれる標高1,000 - 1,500 メートルの地帯への登坂に苦しみ、より急曲線を許容できる3フィート6インチ（1,067 mm）狭軌への改軌を選択した。これにより狭軌の鉄道網が全国に敷設されていくことになる。しかしながら、3C政策に伴ってケープタウンとカイロ（Cairo）を結んでアフリカ大陸を縦断する鉄道を建設するイギリスの構想のため、当初から大陸を縦断するにふさわしい規格で建設が行われ、狭軌ながら車両限界は大きく、許容軸重も随時強化が進められ、1930年代には20トンに達した。これは同じ3フィート6インチ軌間を採用する日本の鉄道省が主要幹線でも16トンに留まっていることと比べて、大きな差異を示している。
機関車の製造技術に関しては、南アフリカでは一部の試作機を除いて国産化の推進は図られず、基本的に欧米の機関車技術先進国からの輸入に頼っていた。しかし、もともとイギリスの植民地であり、多くの技術者が移住したこともあって技術水準は高く、メーカーと共同で新技術を開発したり、南アフリカで独自に設計した機関車をメーカーに発注したりした。このため輸入機関車中心とはいえ各国のデザインが混在するという状況ではなく、系統だった発展をみせていた。

### 第二次世界大戦後の新型蒸気機関車開発
第二次世界大戦後、世界各国で電化、ディーゼル化による無煙化が進められていくことになった。しかし、南アフリカでは石油はほとんど産出せず、一方で質のよい石炭は豊富に埋蔵されていた。またアパルトヘイト政策による国際的孤立は石油の供給に不安を抱えさせることになった。さらにアパルトヘイト政策によって極端に安い賃金におかれた豊富な黒人労働力の存在によって、炭鉱の操業コストは安く、蒸気機関車の機関助士の人件費も問題にならなかった。蒸気機関車では黒人の機関助士2人を使って投炭することが前提となっていた。このため、第二次世界大戦後においても積極的に蒸気機関車の新設計に取り組み、25型蒸気機関車を登場させることになった。

### 復水式機関車
南アフリカ、特にグレートカルー(Great Karroo)高原には広大な乾燥地帯が広がり、水源にも事欠く状況であったため、この地域の鉄道では蒸気機関車が消費する水の補給問題が特に深刻であった。一部の水はタンク車をつないだ列車により運び込まれており、特に乾燥した年には貨物列車より多くの水輸送列車を運行しなければならない状況であった。
第二次世界大戦前の時点で既に南アフリカ国鉄は、リヒャルト・ローゼンが設計しヘンシェルが製造したドイツの復水式蒸気機関車である52KON形に関心を抱いていた。なぜならば、復水器を使用することによって排出蒸気を凝結させて水に戻して再利用でき、最高で90%程度水の消費を削減できるためである。このため、戦争が終結してドイツからの技術を導入できるようになったことから、25型では復水器を搭載して、乾燥地域の水補給問題に対応することにした。

## 設計
SARの6代目にして蒸気機関車を扱った最後のCME（Chief Mechanical Engineer：技師長）であるL.C.グルブ（Gurbb）が基本設計を行った。
まず、1950年にヘンシェルが復水器を搭載する最初の試作テンダー（炭水車）を送り出した。これは、既存の52KON形向け復水式テンダー3'2'T16 KONの改良版であった。このテンダーは、南アフリカの高温で一部で非常に高所を走行することで気圧が低いという独特の環境に対応しながら高い効率を出すために、諸般の改良が施されていた。当然ながら、台車は南アフリカで用いられているケープゲージ（3フィート6インチ狭軌）に対応したものに変更されている。
この試作の復水式テンダーは、かつて南アフリカ国鉄が製作した車軸配置2-10-2（1E1）の20型蒸気機関車と連結するように設計されており、また19D型や24型とも連結することができた。試運転は成功し、1,000km以上を良好に走行して特に技術的な問題は現れなかった。
そこで1953年から1954年にかけて、ヘンシェル社へ25C型（C = Condenser）の試作車（No.3451）と60両分の復水式テンダーが発注され、運用上必要とされた90両のうち、残る89両（Nos.3452 - 3540）の機関車本体と30両分のテンダーはイギリス・グラスゴーのノース・ブリティッシュ・ロコモティブ社へ発注された。

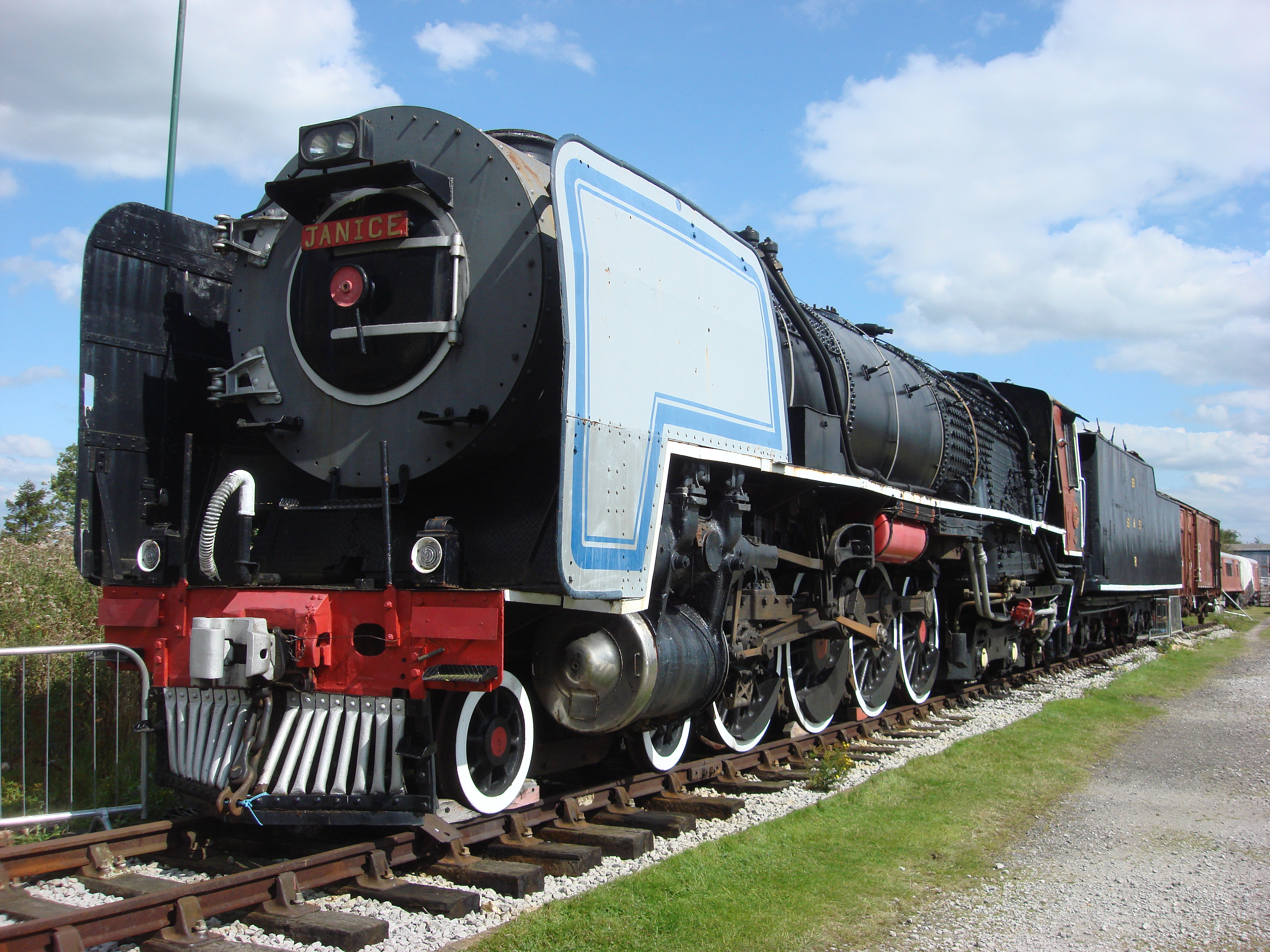
南アフリカ国鉄25NC型 No.3405

また、同時に復水器を搭載しない25NC型（NC = No Condenser）Nos.3401 - 3411が同じくノースブリティッシュ・ロコモティブ社に、Nos.3412 - 3450はヘンシェル社に発注されている。
25型は南アフリカの狭軌向けに製作された機関車であるが、多くの標準軌の蒸気機関車よりも大型で出力が高いものであった。その当時、南アフリカ国鉄の主要幹線が対応していた軸重20tの上で、必要とされる出力と牽引力を実現するために車軸配置4-8-4（2D2、ノーザン）の機関車として設計された。
動輪径は、旅客・貨物兼用とするために5フィート（1,524mm）を採用している。全ての車軸やピンにローラーベアリングを使用し、走行抵抗を大幅に削減している。また、台枠部にはアメリカの大型蒸気機関車で実績のあったアメリカ・ゼネラルスティールキャスティングス社（General Steel Castings Corporation)製一体鋳鋼台枠・シリンダーブロックが採用され、各部の剛性が大きく向上した。これにより、シリンダーの最大往復速度引き上げが実現して5フィートの動輪径でも高速運転が可能となっている。
安価な石炭を動力給炭機（メカニカルストーカー）で大量に給炭し、それによって発生した豊富な蒸気を惜しみなく使用することで高出力を達成している。また乗務員の労力軽減に有益な蒸気圧駆動による動力逆転機も装備している。もっとも、機関士が速度を競うようになり、運行当局から70マイル毎時（112km/h）を遵守するようにきつい制限をしなければならなかったという。
煙室は通常通り自己清掃機能を備えており、このため弁室からの排気管の代用として専用の蒸気配管が別途備え付けられていて、必要に応じ石炭ガラを排気と一緒に煙突から吐き出してしまうようになっている。復水機能については、安全弁から漏れる蒸気さえも復水器に送られて再利用される徹底ぶりであった。シリンダーからテンダーへの排出蒸気管は52KON形と同じく機関車の左側を通されている。
NC型は10,500ガロン（約40t）の水を搭載可能とした大型3軸ボギーテンダーを連結しており、必要に応じてC型に改造できるように考慮して設計されていた。これに対し、復水器を搭載したC型のテンダーは5,450ガロン（約20t）と水の積載量をほぼ半減してあったにもかかわらず、巨大なファンとタービン機構のために全長が18メートルにも及び、機関車本体よりも長くなった。このため、C型の運用に当たっては機関区の転車台直径を拡大するか、さもなくば三角線を設置して方向転換可能とする必要があり、運用上大きな制約となった。
また25型共通の欠陥として粘着重量が不足気味であり、これに持病とも言える潤滑油が漏れる不具合が重なり非常に空転が発生しやすいことが挙げられる。結局、慢性的な空転はリビオ・ダンテ・ポルタの手がけた後述の26型でも改善はされなかった。

## 改造

### C型からNC型への改造
試験結果によれば、C型はNC型に比べて水の消費を40%に減少させることができた。しかし、通常の蒸気機関車のように排出蒸気を煙室内にドラフトとして吹き出させて通風を助けることに使用できないため、代わりに蒸気タービンを利用したドラフト装置を設置しなければならなくなった。さらに復水器において蒸気を温度低下させ、水分を凝結させるために5つの蒸気タービン駆動式の空冷ファンを設置したため、これらの補機類に700馬力も消費してしまい、機関車本来の出力をその分下げることになった。さらにテンダーが長大でこれに対応して設計された以外の転車台に載らず転用が困難で、しかも蒸気タービンのメンテナンスやその運用に当たって乗務員に特別の教育が必要であるといった問題もあった。
これらの問題点とそれに伴う運行コストの高さのため、水補給の制約上どうしても復水式のC型でなくてはならなかったグレートカルー高原地域の路線の電化完成後、当初の構想とは逆に保存車2両を除くC型がテンダーの改造と蒸気タービン関連装備の撤去等を実施してNC型に改造された。
C型からNC型へ改造された機関車は、その番号以外で、復水器付きテンダーから改造されたことによる長いテンダーで容易に識別可能である。これは、一体鋳鋼で造られた台枠を短縮することができなかったためである。

### 26型への改造
25NC型のラストナンバーであるNo.3450は、ガス化燃焼システム（GPCS）などを適用して1981年に26型へ改造された。しかしながら、GPCSの取り扱いが難しいこと、蒸気機関車の時代の終焉が南アフリカでも迫っていたことなどから、改造はこの1両に留まった。またGPCS以外の改造点をNo.3454へ適用したが、改造が部分的であるためこの車両については形式は25NC型のままであった。詳細は南アフリカ国鉄26型蒸気機関車の記事を参照されたい。

## 運用終了と保存
25NC型は南アフリカの蒸気機関車で幹線での定期運用があった最後の世代に属し、1990年代初めまで定期運行があった。
最後まで復水器撤去の改造を実施されず25C型の原形を保っていたNo.3511の最終運行は1992年に行われた。その他の機関車は今でも良好な状態で保存されているものがある。ノースブリティッシュ・ロコモティブ社製のNo.3405は1991年に運用を退いたすぐ後にイギリスに送られて、エールズベリー（Aylesbury）近郊のバッキンガムシャー鉄道センター（Buckinghamshire Railway Centre）に保存されている。